# آخرین حزب (فیلم)
آخرین حزب (انگلیسی: The Last Party) فیلمی در ژانر مستند به کارگردانی مارک لوین است که در سال ۱۹۹۳ منتشر شد.

## بازیگران
- رابرت داونی جونیور
- بیل کلینتون
- اسپایک لی
- هیلاری کلینتون
- رابرت داونی سینیور
- الیور استون
- مارک لوین
- شان پن
- مری استوارت مسترسون
- رونالد ریگان
- ویلیام بالدوین
- ریچارد ماسور
- آرنولد شوارتزنگر
- کریستین اسلیتر
- لورا درن
- جرج اچ دابلیو بوش